# Бадделей, Герберт
Герберт Бадделей (англ. Herbert Baddeley; 11 января 1872, Бромли, Англия — 20 июля 1931, Канны, Франция) — британский теннисист, четырёхкратный победитель Уимблдонского турнира в мужском парном разряде; младший из братьев-близнецов Бадделей.

## Общая информация
Сын лондонского адвоката, Герберт Бадделей вошёл в историю Уимблдонского турнира прежде всего как брат-близнец и партнер в парных соревнованиях Уилфреда Бадделея. Вместе с братом Герберт четыре раза (1891, 1894—1896) побеждал на Уимблдонском турнире в мужском парном разряде.
В 1891 году братья Бадделей одержали свою первую победу, обыграв в матче вызова действующих чемпионов Фрэнка Стокера и Джошуа Пима. В следующем году они не смогли защитить титул и проиграли в решающем матче Гарри Барлоу и Эрнесту Льюису. С 1894 по 1896 Бадделеи были непобедимы на Уимблдонских кортах и в трёх подряд финалах они обыгрывали: Гарри Барлоу и Эрнеста Льюиса (1894); Эрнеста Льюиса и Уилберфорса Ивса (1895); Реджинальда Дохерти и Гарольда Нисбета (1896). В 1897 году, единственный раз за всю историю проведения турниров Большого шлема, в финале встретились две пары братьев — Уилфред и Герберт Бадделеи играли против Реджинальда и Лоуренса Дохерти. Это был последний финал на Уимблдоне для Герберта и Уилфреда и они потерпели неудачу, проиграв в четырёх партиях.
В дополнение к победам на Уимблдоне братья дважды выигрывали Чемпионат Ирландии в мужском парном разряде (1896, 1897). В одиночных выступлениях успехи Герберта Бадделея были значительно скромнее, чем в парной игре, и самым большим его достижением были три полуфинала на Уимблдонском турнире (1894, 1895, 1896).
В феврале 1895 братья Бадделей получили адвокатские лицензии в Лондоне. Они присоединились к своему отцу и дяде в семейной юридической фирме Томас Бадделей и сыновья, основанной их прадедом в 1790 году. Они оставались партнерами фирмы до 1919 года.